# 长谷湖
长谷湖（锡金语：མཚོ་མགོ，威利：mtsho mgo）或稱樟谷湖，又称常霧湖，是位于中國西藏與印度錫金邊界乃堆拉山口附近的一座高山湖，海拔3,780米（12,400英尺），距錫金首府甘托克约40（25英里），一年中有大约一半的时间结冰。它是藏人的聖湖，據說喇嘛可以依據湖水的顏色預測未來，从而讓這個幽靜清澈的高山湖泊增添了一股神秘感， 此地也是自然愛好者的天堂，在该湖周围可以看到高山牦牛及高山植物。
 樟谷湖距中印边境线的直线距离仅 5（3.1英里）左右，但公路距离有 18（11英里），甘托克到乃堆拉山口的公路从此湖的北边穿过。

## 相集

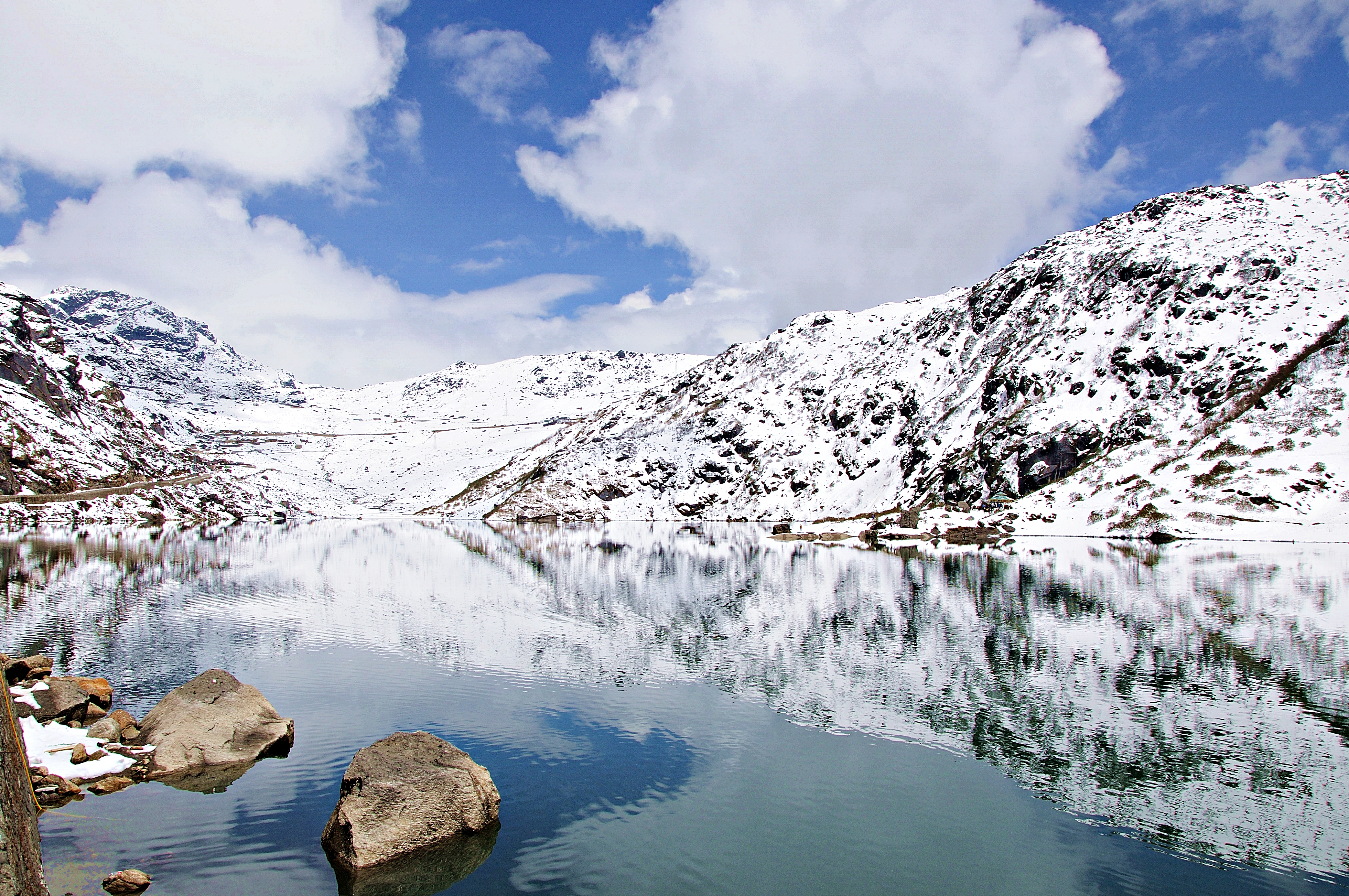
樟谷湖冰山映像
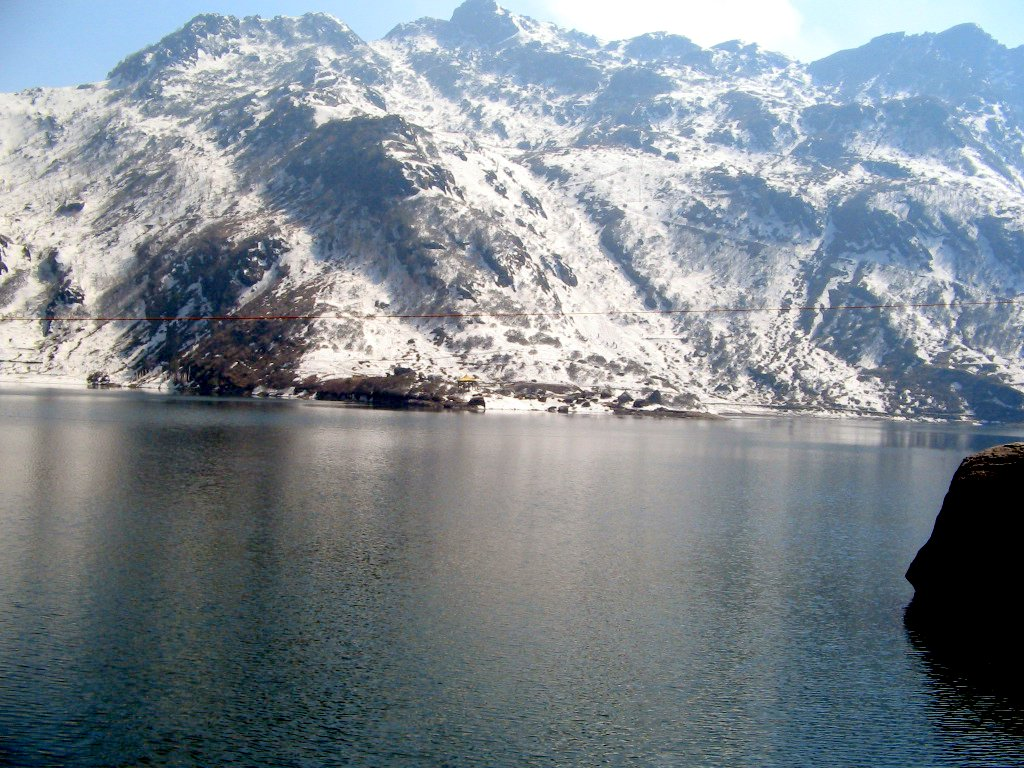
樟谷湖， 2006年3月
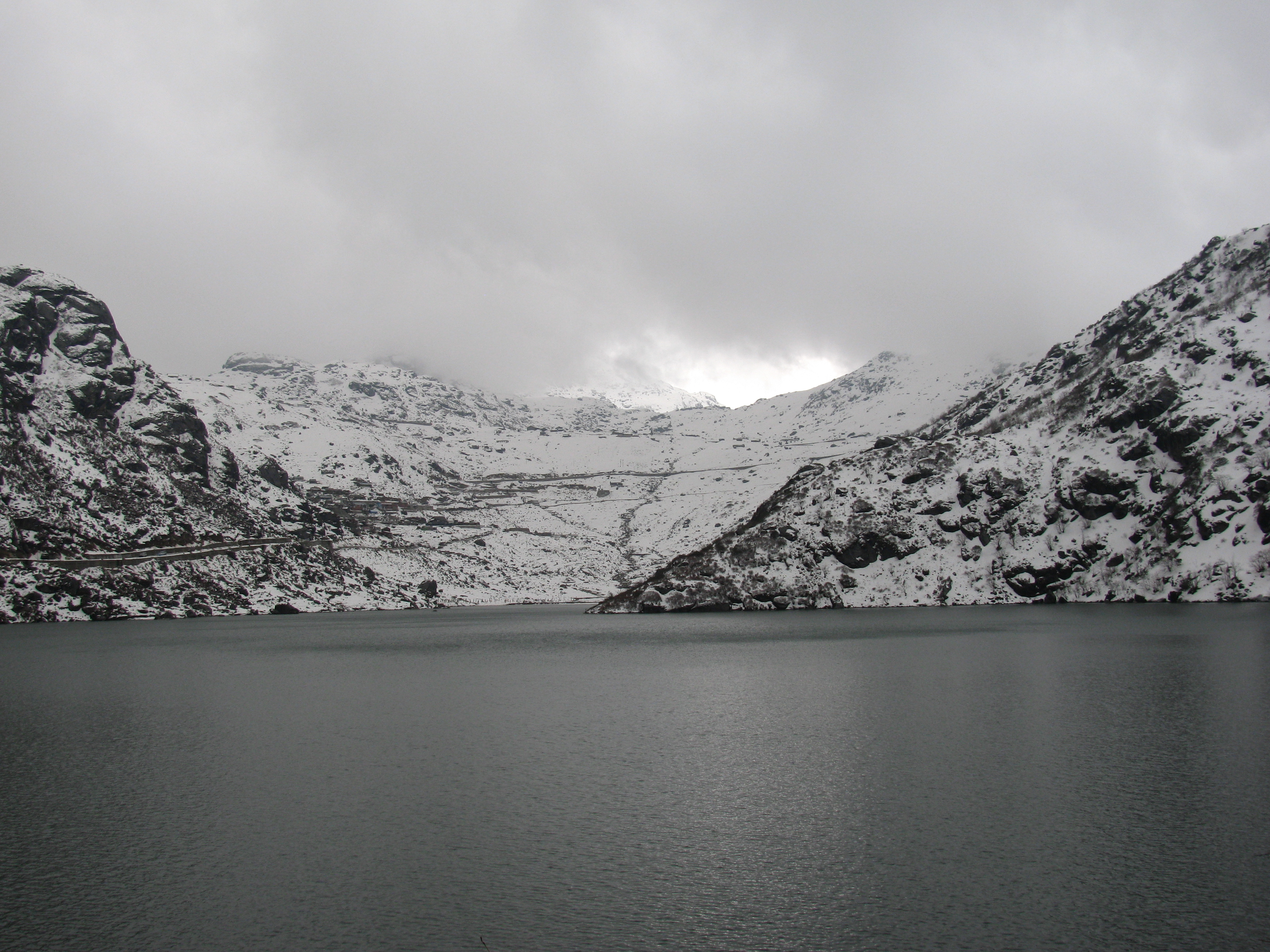
樟谷湖， 2012年5月
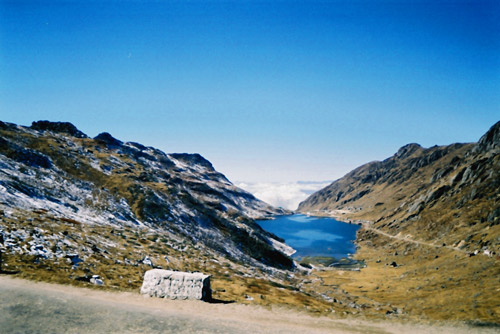
遥望樟谷湖
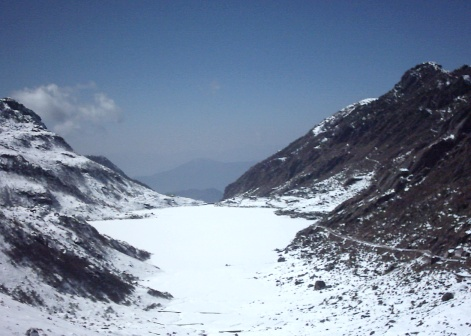
冬日樟谷冰湖